# Håvard Flo
Håvard Flo (Stryn, 4 de abril de 1970) é um ex-futebolista profissional norueguês.

## Carreira
Tendo passado por Werder Bremen e Wolverhampton Wanderers, jogou desde 2001 a 2010 no Sogndal, clube onde inciara a carreira, em 1990. Defendia o Werder quando foi convocado à Copa do Mundo FIFA de 1998.
É primo dos irmãos Jostein, Tore André e Jarle Flo, tendo ido juntamente com os dois primeiros para aquela Copa, constituindo a mais completa família em um Mundial.
Na Copa, ele marcou gol na partida contra a Escócia, terminada em 1-1. Fez dupla de ataque com o primo Tore na vitória sobre o Brasil.